# Templete canópico de Tutankamón
El templete canópico de Tutankamón es una especie de arcón con forma de templete, elaborado con madera chapada en oro, que formaba parte del ajuar funerario de la tumba del faraón Tutankamón, descubierta en 1922 en la necrópolis del Valle de los Reyes, en árabe Uadi Biban Al-Muluk (وادي الملوك).

## Hallazgo e historia

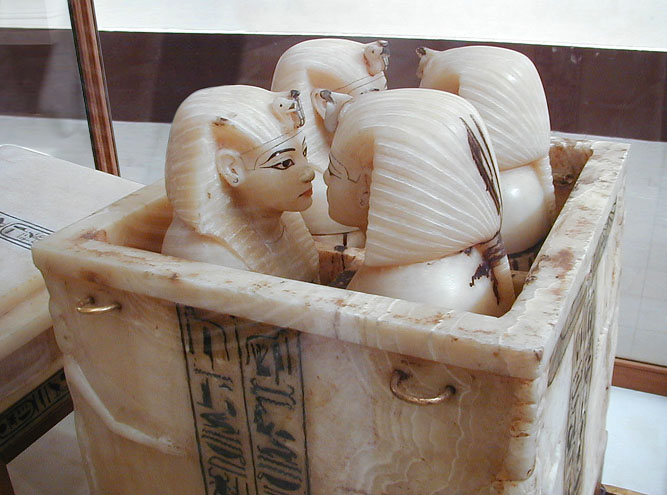
Cofre de alabastro que contiene los vasos canopos del faraón Tutankamón.

El templete fue hallado en el año 1922, por el arqueólogo Howard Carter, en el interior de la tumba de Tutankamón (KV62), única tumba real encontrada intacta en esta necrópolis, situada en el Valle de los Reyes (Egipto). Tenía la función de albergar el cofre de alabastro que contenía los cuatro vasos canopos que guardaban varios órganos internos embalsamados del faraón. 
En cada lado del templete hay una figura que representa a las diosas Isis, Serket, Neftis y Neit a modo de protección del mismo. El mueble está erigido sobre un trineo, y su cornisa (cavetto) está repleta de cobras solares.

## Conservación
- El templete se exhibe de forma permanente en el Museo Egipcio de El Cairo.

## Características
- Estilo: Arte egipcio.
- Técnica: taracea.
- Material: oro, madera, alabastro, plata.
- Altura: 198 centímetros.
- Longitud:153 centímetros.
- Anchura: 122 centímetros.